# صالحية (إيران)
صالحية وتسمى رسمياً في إيران أنديمشك (بالفارسية: اندیمشک)، هي مدينة عربية إيرانية تقع في محافظة خوزستان.
يبلغ عدد سكانها 119,422 حسب إحصاء عام 2006 م. تم تغيير اسمها لغرض التفريس حسب خطط رضا خان البهلوي في سنة 1936 الميلادي إلى انديمشك. لازال العرب في الإقليم يسمونها صالحية في إطار حفظ الهوية ونتيجة الأعمال الثقافية التوعوية.

## المناخ
يظهر الجدول التالي التغييرات المناخية على مدار السنة لصالحية:
| البيانات المناخية لـصالحية        | البيانات المناخية لـصالحية | البيانات المناخية لـصالحية | البيانات المناخية لـصالحية | البيانات المناخية لـصالحية | البيانات المناخية لـصالحية | البيانات المناخية لـصالحية | البيانات المناخية لـصالحية | البيانات المناخية لـصالحية | البيانات المناخية لـصالحية | البيانات المناخية لـصالحية | البيانات المناخية لـصالحية | البيانات المناخية لـصالحية | البيانات المناخية لـصالحية |
| الشهر                             | يناير                      | فبراير                     | مارس                       | أبريل                      | مايو                       | يونيو                      | يوليو                      | أغسطس                      | سبتمبر                     | أكتوبر                     | نوفمبر                     | ديسمبر                     | المعدل السنوي              |
| --------------------------------- | -------------------------- | -------------------------- | -------------------------- | -------------------------- | -------------------------- | -------------------------- | -------------------------- | -------------------------- | -------------------------- | -------------------------- | -------------------------- | -------------------------- | -------------------------- |
| الدرجة القصوى °م (°ف)             | 28.0 (82.4)                | 29.0 (84.2)                | 36.0 (96.8)                | 40.5 (104.9)               | 46.5 (115.7)               | 50.0 (122.0)               | 53.6 (128.5)               | 52.0 (125.6)               | 48.0 (118.4)               | 43.0 (109.4)               | 35.0 (95.0)                | 29.0 (84.2)                | 53.6 (128.5)               |
| متوسط درجة الحرارة الكبرى °م (°ف) | 17.2 (63.0)                | 19.6 (67.3)                | 24.1 (75.4)                | 30.0 (86.0)                | 37.5 (99.5)                | 43.7 (110.7)               | 46.0 (114.8)               | 44.9 (112.8)               | 41.7 (107.1)               | 34.8 (94.6)                | 26.2 (79.2)                | 19.3 (66.7)                | 32.1 (89.8)                |
| المتوسط اليومي °م (°ف)            | 10.8 (51.4)                | 13.2 (55.8)                | 17.3 (63.1)                | 22.8 (73.0)                | 29.9 (85.8)                | 35.1 (95.2)                | 37.0 (98.6)                | 35.8 (96.4)                | 32.0 (89.6)                | 25.6 (78.1)                | 17.9 (64.2)                | 12.5 (54.5)                | 24.2 (75.5)                |
| متوسط درجة الحرارة الصغرى °م (°ف) | 5.3 (41.5)                 | 6.8 (44.2)                 | 10.0 (50.0)                | 14.7 (58.5)                | 20.5 (68.9)                | 23.8 (74.8)                | 26.2 (79.2)                | 25.5 (77.9)                | 21.1 (70.0)                | 16.2 (61.2)                | 10.8 (51.4)                | 6.8 (44.2)                 | 15.6 (60.2)                |
| أدنى درجة حرارة °م (°ف)           | −9 (16)                    | −4.0 (24.8)                | −2 (28)                    | 3.0 (37.4)                 | 10.0 (50.0)                | 16.0 (60.8)                | 19.0 (66.2)                | 16.5 (61.7)                | 10.0 (50.0)                | 6.0 (42.8)                 | 1.0 (33.8)                 | −2 (28)                    | −9 (16)                    |
| معدل هطول الأمطار مم (إنش)        | 100.6 (3.96)               | 60.0 (2.36)                | 50.2 (1.98)                | 34.5 (1.36)                | 9.2 (0.36)                 | 0.0 (0.0)                  | 0.2 (0.01)                 | 0.0 (0.0)                  | 0.0 (0.0)                  | 7.4 (0.29)                 | 39.1 (1.54)                | 83.2 (3.28)                | 384.4 (15.14)              |
| متوسط الأيام الممطرة              | 9.9                        | 8.1                        | 8.1                        | 6.5                        | 3.0                        | 0.0                        | 0.1                        | 0.0                        | 0.0                        | 2.1                        | 6.2                        | 8.0                        | 52                         |
| متوسط الرطوبة النسبية (%)         | 75                         | 68                         | 59                         | 49                         | 32                         | 22                         | 24                         | 28                         | 29                         | 40                         | 59                         | 73                         | 47                         |
| ساعات سطوع الشمس الشهرية          | 131.6                      | 158.4                      | 192.3                      | 217.7                      | 272.5                      | 325.6                      | 322.7                      | 317.0                      | 291.3                      | 234.8                      | 158.2                      | 121.9                      | 2٬744                      |
| المصدر: NOAA (1961-1990)          |                            |                            |                            |                            |                            |                            |                            |                            |                            |                            |                            |                            |                            |

## أعلام
- يوسف فاكيا
- أحمد عبد الله زاده
- حسين كازراني